# Metopolophium sabihae
Metopolophium sabihae är en insektsart. Metopolophium sabihae ingår i släktet Metopolophium och familjen långrörsbladlöss. Inga underarter finns listade i Catalogue of Life.